# 谢汝茂
谢汝茂（？—），中华人民共和国政治人物、外交官。
1990年，接替陈东声，担任中华人民共和国驻玻利维亚大使。1993年，接替杨许强，担任中华人民共和国驻乌拉圭大使。1996年，由汤铭新接任。